# Ingvar Dalhaug
Ingvar Dalhaug (10 luglio 1957) è un ex calciatore norvegese, di ruolo attaccante.

## Carriera

### Club
Dalhaug militò nelle file nel Brann dal 1976 al 1987. In squadra, vinse la Coppa di Norvegia 1982.

### Nazionale
Giocò una partita per la Norvegia. Il 29 ottobre 1983, infatti, fu in campo nel pareggio per 1-1 contro la Germania Est.

## Palmarès

### Club

#### Competizioni nazionali
- Coppa di Norvegia: 1

Brann: 1982